# Mark IV
Mark IV je bil tank britanske vojske v prvi svetovni vojni. Ta tank je naslednik tankov Mark I, Mark II in Mark III.

## Zgodovina in opis tanka
Proizvodnja tankov Mark IV se je začela maja leta 1917. Skupno je bilo narejenih 1220 tankov. Od teh je bilo 420 tankov verzije Male, 595 tankov verzije Female in 205 nepoimenovanih verzij tanka Mark IV. Tanki so se prvič izkazali v bitki za Combrais 20. novembra 1917. Boj je načrtoval J. F. C. Fuller. 476 tankov je prebilo nemško bojno črto in naredilo premik, ki je bil večji kot prej v treh letih. Tanki so s prihodom tanka Mark IV postali bolj zanesljivi kot prej. Leta 1918 so na bojišča prišli nasledniki tega tanka Mark V.
Do danes se je ohranilo 6 tankov Mark IV. Tanki so razstavljeni v muzejih OF Lincolnshire Life, Bovington, Ashford (Kent), Musée Royal de l'Armée (v Bruslju), Australian War Memorial in v Franciji.